# Mistrovství světa v moderním pětiboji
Mistrovství světa v moderním pětiboji je vrcholná celosvětová každoroční soutěž v moderním pětiboji. Pořádá se od roku 1949.
Nejúspěšnějším účastníkem mistrovství v historii byl Maďar András Balczó, který v letech 1963-1969 vyhrál pět šampionátů v řadě a podílel se i na pěti titulech maďarského družstva.
Ženské soutěže jsou v programu od roku 1974. Od roku 1981 se konaly každoročně i v letech olympijských her, kdy se mistrovství pro muže nepořádalo. V současnosti se světový šampionát koná i v olympijských letech.
V Česku se mistrovství nikdy nekonalo. Největší české úspěchy se dostavily na mistrovství světa v roce 2002 v San Francisku, kde vyhrál závod mužů Michal Sedlecký a štafetu žen trio Lucie Grolichová, Alexandra Kalinovská a Olga Voženílková.

## Muži jednotlivci
| Rok  | Místo               | - Zlato                      | - Stříbro                   | - Bronz                      |
| ---- | ------------------- | ---------------------------- | --------------------------- | ---------------------------- |
| 1949 | Stockholm           | Tage Bjurfeldt (SWE)         | Lauri Vilkko (FIN)          | Viktor Platan (FIN)          |
| 1950 | Bern                | Lars Hall (SWE)              | Duilio Brignetti (ITA)      | Lauri Vilkko (FIN)           |
| 1951 | Helsingborg         | Lars Hall (SWE)              | Lauri Vilkko (FIN)          | Torsten Lindqvist (SWE)      |
| 1953 | Santo Domingo       | Gábor Benedek (HUN)          | István Szondy (HUN)         | William Andre (USA)          |
| 1954 | Budapešť            | Björn Thofelt (SWE)          | Werner Vetterli (SUI)       | István Szondy (HUN)          |
| 1955 | Curych              | Konstantin Salnikov (URS)    | Olavi Mannonen (FIN)        | Aladár Kovácsi (HUN)         |
| 1957 | Stockholm           | Igor Novikov (URS)           | Alexandr Tarasov (URS)      | Nikolaj Tatarinov (URS)      |
| 1958 | Aldershot           | Igor Novikov (URS)           | Kurt Lindeman (FIN)         | Alexandr Tarasov (URS)       |
| 1959 | Hershey             | Igor Novikov (URS)           | András Balczó (HUN)         | Alexandr Tarasov (URS)       |
| 1961 | Moskva              | Igor Novikov (URS)           | Ivan Děrjugin (URS)         | András Balczó (HUN)          |
| 1962 | Ciudad de México    | Eduard Zdobnikov (URS)       | Igor Novikov (URS)          | Ferenc Török (HUN)           |
| 1963 | Magglingen          | András Balczó (HUN)          | Ferenc Török (HUN)          | Igor Novikov (URS)           |
| 1964 | Lipsko              | András Balczó (HUN)          | Igor Novikov (URS)          | Ferenc Török (HUN)           |
| 1966 | Melbourne           | András Balczó (HUN)          | Viktor Minějev (URS)        | Ferenc Török (HUN)           |
| 1967 | Jönköping           | András Balczó (HUN)          | Stasys Šaparnis (URS)       | Björn Ferm (SWE)             |
| 1969 | Budapešť            | András Balczó (HUN)          | Boris Oniščenko (URS)       | Björn Ferm (SWE)             |
| 1970 | Warendorf           | Péter Kelemen (HUN)          | András Balczó (HUN)         | Boris Oniščenko (URS)        |
| 1971 | San Antonio         | Boris Oniščenko (URS)        | Zsigmond Villányi (HUN)     | András Balczó (HUN)          |
| 1973 | Londýn              | Pavel Ledňov (URS)           | Vladimir Šmeljov (URS)      | Boris Oniščenko (URS)        |
| 1974 | Moskva              | Pavel Ledňov (URS)           | Vladimir Šmeljov (URS)      | Boris Oniščenko (URS)        |
| 1975 | Ciudad de México    | Pavel Ledňov (URS)           | Tamás Kancsal (HUN)         | Jim Fox (GBR)                |
| 1977 | San Antonio         | Janusz Pyciak-Peciak (POL)   | Pavel Ledňov (URS)          | Slawomir Rotkiewicz (POL)    |
| 1978 | Jönköping           | Pavel Ledňov (URS)           | Janusz Pyciak-Peciak (POL)  | Neil Glenesk (USA)           |
| 1979 | Budapešť            | Bob Nieman (USA)             | Janusz Pyciak-Peciak (POL)  | Daniele Masala (ITA)         |
| 1981 | Zelená Hora         | Janusz Pyciak-Peciak (POL)   | Daniele Masala (ITA)        | Tamás Szombathelyi (HUN)     |
| 1982 | Řím                 | Daniele Masala (ITA)         | Anatolij Starostin (URS)    | Joël Bouzou (FRA)            |
| 1983 | Warendorf           | Anatolij Starostin (URS)     | Tamás Szombathelyi (HUN)    | Jevgenij Zinkovskij (URS)    |
| 1985 | Melbourne           | Attila Mizsér (HUN)          | Anatolij Starostin (URS)    | Igor Švarc (URS)             |
| 1986 | Montecatini Terme   | Carlo Massullo (ITA)         | Daniele Masala (ITA)        | Lajos Dobi (HUN)             |
| 1987 | Moulins             | Joël Bouzou (FRA)            | Milan Kadlec (TCH)          | László Fábián (HUN)          |
| 1989 | Budapešť            | László Fábián (HUN)          | Attila Mizsér (HUN)         | Petr Blažek (TCH)            |
| 1990 | Lahti               | Gianluca Tiberti (ITA)       | Anatolij Starostin (URS)    | Milan Kadlec (TCH)           |
| 1991 | San Antonio         | Arkadiusz Skrzypaszek (POL)  | Peter Steinmann (SUI)       | Ádám Madaras (HUN)           |
| 1993 | Darmstadt           | Richard Phelps (GBR)         | László Fábián (HUN)         | Sébastien Deleigne (FRA)     |
| 1994 | Sheffield           | Dmitrij Svatkovskij (RUS)    | Christophe Ruer (FRA)       | János Martinek (HUN)         |
| 1995 | Basilej             | Dmitrij Svatkovskij (RUS)    | Ákos Hanzély (HUN)          | Cesare Toraldo (ITA)         |
| 1997 | Sofia               | Sébastien Deleigne (FRA)     | Dmitrij Svatkovskij (RUS)   | Andrejus Zadneprovskis (LTU) |
| 1998 | Ciudad de México    | Sébastien Deleigne (FRA)     | Vakhtang Iagorashvili (USA) | Andrey Smirnov (BLR)         |
| 1999 | Budapešť            | Gábor Balogh (HUN)           | Libor Capalini (CZE)        | Dmitrij Svatkovskij (RUS)    |
| 2000 | Pesaro              | Andrejus Zadneprovskis (LTU) | Gábor Balogh (HUN)          | Nicolae Papuc (ROU)          |
| 2001 | Millfield           | Gábor Balogh (HUN)           | Viktor Horváth (HUN)        | Tzanko Hantov (BUL)          |
| 2002 | San Francisco       | Michal Sedlecký (CZE)        | Erik Johansson (SWE)        | Eric Walther (GER)           |
| 2003 | Pesaro              | Eric Walther (GER)           | Erik Johansson (SWE)        | Michal Michalík (CZE)        |
| 2004 | Moskva              | Andrejus Zadneprovskis (LTU) | Lee Choon-Huan (KOR)        | Libor Capalini (CZE)         |
| 2005 | Varšava             | Qian Zhenhua (CHN)           | Alexej Turkin (RUS)         | Andrej Mojsejev (RUS)        |
| 2006 | Ciudad de Guatemala | Edvinas Krungolcas (LTU)     | Viktor Horváth (HUN)        | Andrejus Zadneprovskis (LTU) |
| 2007 | Berlín              | Viktor Horváth (HUN)         | Ilja Frolov (RUS)           | Róbert Németh (HUN)          |
| 2008 | Budapešť            | Ilya Frolov (RUS)            | David Svoboda (CZE)         | Yahor Lapo (BLR)             |
| 2009 | Londýn              | Ádám Marosi (HUN)            | David Svoboda (CZE)         | Dmytro Kirpuljanskyj (UKR)   |
| 2010 | Čcheng-tu           | Sergej Karjakin (RUS)        | Alexandr Lesun (RUS)        | Justinas Kinderis (LTU)      |
| 2011 | Moskva              | Andrej Mojsejev (RUS)        | Alexandr Lesun (RUS)        | Ádám Marosi (HUN)            |
| 2012 | Řím                 | Alexandr Lesun (RUS)         | Andrej Mojsejev (RUS)       | Jung Jin-Hwa (KOR)           |
| 2013 | Kao-siung           | Justinas Kinderis (LTU)      | Nicholas Woodbridge (GBR)   | Alexandr Lesun (RUS)         |
| 2014 | Varšava             | Alexandr Lesun (RUS)         | Amro El Geziry (EGY)        | Jan Kuf (CZE)                |
| 2015 | Berlín              | Pavlo Tymoščenko (UKR)       | Alexandr Lesun (RUS)        | Andrij Fedečko (UKR)         |
| 2016 | Moskva              | Valentin Belaud (FRA)        | Alexandr Lesun (RUS)        | Jung Jin-hwa (KOR)           |
| 2017 | Káhira              | Jung Jin-hwa (KOR)           | Róbert Kasza (HUN)          | Justinas Kinderis (LTU)      |
| 2018 | Ciudad de México    | James Cooke (GBR)            | Valentin Prades (FRA)       | Pavlo Tymoščenko (UKR)       |
| 2019 | Budapešť            | Valentin Belaud (FRA)        | Joseph Choong (GBR)         | Jung Jin-hwa (KOR)           |

## Družstva mužů
| Rok  | Místo            | - Zlato                                               | - Stříbro                                                      | - Bronz                                                    |
| ---- | ---------------- | ----------------------------------------------------- | -------------------------------------------------------------- | ---------------------------------------------------------- |
| 2013 | Kao-siung        | Jean Maxence Berrou Christopher Patte Valentin Prades | Ilja Frolov Sergej Karjakin Alexandr Lesun                     | Jung Jin-Hwa Jung Hwon-Ho Lee Woo-Jin                      |
| 2014 | Varšava          | Robert Kasza Bence Demeter Adam Marosi                | Valentin Belaud Valentin Prades Christopher Patte              | Haihang Su Jianli Guo Jiahao Han                           |
| 2015 | Berlín           | Lee Woo-jin Jun Woong-tae Jung Jin-hwa                | Maxim Kustov Alexandr Lesun Ilja Frolov                        | Michal Gralewski Jaroslaw Swiderski Sebastian Stasiak      |
| 2016 | Moskva           | Amro El Geziry Yasser Hefny Omar El Geziry            | Egor Puchkarevskiy Alexandr Lesun Maxim Kustov                 | Valentin Prades Valentin Belaud Christopher Patte          |
| 2017 | Káhira           | Ahmed Hamed Yasser Hefny Eslam Hamad Sherif Rashad    | Ilya Palazkov Pavel Tsikhanau Kirill Kasyanik Aliaksandr Poupe | Ilja Frolov Kirill Beljakov Alexandr Lesun Alexandr Savkin |
| 2018 | Ciudad de México | Valentin Prades Valentin Belaud Brice Loubet          | James Cooke Myles Pillage Joe Choong                           | Pavlo Tymoščenko Denys Pavljuk Jurij Fedečko               |
| 2019 | Budapešť         |                                                       |                                                                |                                                            |

## Štafety muži
| Rok  | Místo            | - Zlato                                | - Stříbro                           | - Bronz                                  |
| ---- | ---------------- | -------------------------------------- | ----------------------------------- | ---------------------------------------- |
| 2013 | Kao-siung        | Bence Demeter Róbert Kasza Ádám Marosi | Cai Zhaohong Chen Fulao Guo Jianli  | Ilja Frolov Alexandr Lesun Dmitrij Lukač |
| 2014 | Varšava          | Valentin Belaud Valentin Prades        | Stanislau Zhurauliou Raman Pinchuk  | Woo Jin Lee Woojin Hwang                 |
| 2015 | Berlín           | Marvin Faly Dogue Alexander Nobis      | Alexander Kukarin Kirill Belyakov   | Szymon Staskiewicz Jaroslaw Swiderski    |
| 2016 | Moskva           | Hwang Woo-jin Jun Woongtae             | Ilja Frolov Oleg Naumov             | Alexandre Henrard Pierre Dejardin        |
| 2017 | Káhira           | Hwang Woo-jin Jun Woong-tae            | Christian Zillekens Alexander Nobis | Ilya Palazkov Pavel Tsikhanau            |
| 2018 | Ciudad de México | Alexandre Henrard Valentin Belaud      | Jan Kuf Martin Vlach                | Todor Michalev Javor Pešlejevski         |
| 2019 | Budapešť         | Patrick Dogue Alexander Nobis          | Jun Woong-tae Jung Jin-hwa          | Danil Kalimullin Alexandr Lesun          |

## Ženy jednotlivkyně
| Rok  | Místo               | - Zlato                     | - Stříbro                   | - Bronz                     |
| ---- | ------------------- | --------------------------- | --------------------------- | --------------------------- |
| 1981 | Londýn              | Anne Ahlgren (SWE)          | Sabine Krapf (FRG)          | Wendy Norman (GBR)          |
| 1982 | Compiègne           | Wendy Norman (GBR)          | Sarah Parker (GBR)          | Kathy Tayler (GBR)          |
| 1983 | Göteborg            | Lynn Chronobrywy (CAN)      | Anne Ahlgren (SWE)          | Sarah Parker (GBR)          |
| 1984 | Kodaň               | Světlana Jakovlevová (URS)  | Pernille Svarre (DEN)       | Sabine Krapf (FRG)          |
| 1985 | Montréal            | Barbara Kotowska (POL)      | Irina Kiselevová (URS)      | Anna Bajan (POL)            |
| 1986 | Montecatini Terme   | Irina Kiselevová (URS)      | Sophie Moressée (FRA)       | Sabine Krapf (FRG)          |
| 1987 | Bensheim            | Irina Kiselevová (URS)      | Barbara Kotowska (POL)      | Sabine Krapf (FRG)          |
| 1988 | Varšava             | Dorota Idzi (POL)           | Irina Kiselevová (URS)      | Caroline Delemer (FRA)      |
| 1989 | Wiener Neustadt     | Lori Norwood (USA)          | Irén Kovács (HUN)           | Caroline Delemer (FRA)      |
| 1990 | Linköping           | Eva Fjellerup (DEN)         | Lori Norwood (USA)          | Dorota Idzi (POL)           |
| 1991 | Sydney              | Eva Fjellerup (DEN)         | Caroline Delemer (FRA)      | Cristina Minelli (ITA)      |
| 1992 | Budapešť            | Iwona Kowalewska (POL)      | Yana Dolgacheva (BLR)       | Dorota Idzi (POL)           |
| 1993 | Darmstadt           | Eva Fjellerup (DEN)         | Iwona Kowalewska (POL)      | Dorota Idzi (POL)           |
| 1994 | Sheffield           | Eva Fjellerup (DEN)         | Yana Shubenok (BLR)         | Emese Köblõ (HUN)           |
| 1995 | Basilej             | Kerstin Danielsson (SWE)    | Yana Shubenok (BLR)         | Dorota Idzi (POL)           |
| 1996 | Siena               | Yana Shubenok (BLR)         | Dorota Idzi (POL)           | Jelizaveta Suvorovová (RUS) |
| 1997 | Sofia               | Jelizaveta Suvorovová (RUS) | Fabiana Fares (ITA)         | Lucie Grolichová (CZE)      |
| 1998 | Ciudad de México    | Anna Sulima (POL)           | Zsuzsanna Vörös (HUN)       | Paulina Boenisz (POL)       |
| 1999 | Budapešť            | Zsuzsanna Vörös (HUN)       | Jelizaveta Suvorovová (RUS) | Kim Raisner (GER)           |
| 2000 | Pesaro              | Pernille Svarre (DEN)       | Paulina Boenisz (POL)       | Jelena Rublevska (LAT)      |
| 2001 | Millfield           | Stephanie Cook (GBR)        | Paulina Boenisz (POL)       | Georgina Harland (GBR)      |
| 2002 | San Francisco       | Bea Simóka (HUN)            | Zsuzsanna Vörös (HUN)       | Georgina Harland (GBR)      |
| 2003 | Pesaro              | Zsuzsanna Vörös (HUN)       | Olesya Velichko (RUS)       | Kate Allenby (GBR)          |
| 2004 | Moskva              | Zsuzsanna Vörös (HUN)       | Kate Allenby (GBR)          | Tatsiana Mazurkevich (BLR)  |
| 2005 | Varšava             | Claudia Corsini (ITA)       | Zsuzsanna Vörös (HUN)       | Jelena Rublevska (LAT)      |
| 2006 | Ciudad de Guatemala | Marta Dziadura (POL)        | Viktorija Tereščuková (UKR) | Omnia Fakhry (EGY)          |
| 2007 | Berlín              | Amélie Cazé (FRA)           | Lena Schöneborn (GER)       | Laura Asadauskaitė (LTU)    |
| 2008 | Budapešť            | Amélie Cazé (FRA)           | Aya Medany (EGY)            | Katie Livingston (GBR)      |
| 2009 | Londýn              | Chen Qian (CHN)             | Laura Asadauskaitė (LTU)    | Lena Schöneborn (GER)       |
| 2010 | Čcheng-tu           | Amélie Cazé (FRA)           | Donata Rimšaitė (LTU)       | Lena Schöneborn (GER)       |
| 2011 | Moskva              | Viktorija Tereščuková (UKR) | Sarolta Kovács (HUN)        | Laura Asadauskaitė (LTU)    |
| 2012 | Řím                 | Mhairi Spence (GBR)         | Chen Qian (CHN)             | Samantha Murrayová (GBR)    |
| 2013 | Kao-siung           | Laura Asadauskaitė (LTU)    | Yane Marques (BRA)          | Donata Rimšaitė (RUS)       |
| 2014 | Varšava             | Samantha Murrayová (GBR)    | Chen Qian (CHN)             | Liang Wanxia (CHN)          |
| 2015 | Berlín              | Lena Schöneborn (GER)       | Chen Qian (CHN)             | Yane Marques (BRA)          |
| 2016 | Moskva              | Sarolta Kovács (HUN)        | Élodie Clouvelová (FRA)     | Lena Schöneborn (GER)       |
| 2017 | Káhira              | Gulnaz Gubajdullová (RUS)   | Zsófia Földházi (HUN)       | Anastasija Prokopenko (BLR) |
| 2018 | Ciudad de México    | Anastasija Prokopenko (BLR) | Annika Schleu (GER)         | Marie Oteiza (FRA)          |
| 2019 | Budapešť            | Volha Silkina (BLR)         | Elena Micheli (ITA)         | Kate French (GBR)           |

## Družstva žen
| Rok  | Místo            | - Zlato                                                             | - Stříbro                                                                    | - Bronz                                                         |
| ---- | ---------------- | ------------------------------------------------------------------- | ---------------------------------------------------------------------------- | --------------------------------------------------------------- |
| 2013 | Kao-siung        | Kate French Samantha Murrayová Mhairi Spence                        | Chen Qian Liang Wanxia Zhang Xiaonan                                         | Hanna Burjak Anastasija Spas Viktorija Tereščuková              |
| 2014 | Varšava          | Qian Chen Wanxia Liang Wei Wang                                     | Freyja Prentice Samantha Murrayová Kate French                               | Tatsiana Yelizarova Anastasija Prokopenko Katsiaryna Arol       |
| 2015 | Berlín           | Anna Maliszewska Aleksandra Skarzynska Oktawia Nowacka              | Annika Schleu Lena Schöneborn Janine Kohlmann                                | Sarolta Kovacs Zsofia Foldhazi Tamara Alekszejev                |
| 2016 | Moskva           | Tamara Alekszejev Zsófia Földházi Sarolta Kovács                    | Zhang Xiaonan Liang Wanxia Chen Qian                                         | Janine Kohlmann Annika Schleu Lena Schöneborn                   |
| 2017 | Káhira           | Alexandra Bettinellil Ronja Steinborn Lena Schoneborn Annika Schleu | Uljana Batašovová Anna Burjaková Jekatěrina Churaskinová Gulnaz Gubajdullová | Alice Sotero Francesca Tognetti Gloria Tocchi Alessandra Frezza |
| 2018 | Ciudad de México | Sarolta Kovács Zsófia Földházi Tamara Alekszejev                    | Marie Oteiza Julie Belhamri Élodie Clouvelová                                | Annika Schleu Janine Kohlmann Anna Matthes                      |
| 2019 | Budapešť         | Volha Silkina Anastasija Prokopenko Iryna Prasiantsova              | Kate French Joanna Muir Francesca Summers                                    | Rebecca Langrehr Janine Kohlmann Annika Schleu                  |

## Štafety ženy
| Rok  | Místo            | - Zlato                                            | - Stříbro                                     | - Bronz                                                    |
| ---- | ---------------- | -------------------------------------------------- | --------------------------------------------- | ---------------------------------------------------------- |
| 2013 | Kao-siung        | Ganna Buriak Iryna Khokhlova Viktorija Tereščuková | Zsófia Földházi Leila Gyenesei Sarolta Kovács | Alise Fachrutdinovová Ljudmila Kukuškinová Donata Rimšaitė |
| 2014 | Varšava          | Qian Chen Wanxia Liang                             | Anastasiya Prokopenko Katsiaryna Arol         | Camilla Lontano Lavinia Bonessio                           |
| 2015 | Berlín           | Chen Qian Liang Wanxia                             | Lina Batuleviciute Ieva Serapinaite           | Aleksandra Skarzynska Oktawia Nowacka                      |
| 2016 | Moskva           | Annika Schleu Lena Schöneborn                      | Joanna Muir Samantha Murrayová                | Katsiaryna Arol Iryna Prasiantsova                         |
| 2017 | Káhira           | Annika Schleu Lena Schoneborn                      | Mariam Amer Sondos Aboubakar                  | Shino Yamanaka Rena Shimazu                                |
| 2018 | Ciudad de México | Anastasiya Prokopenko Iryna Prasiantsova           | Ronja Steinborn Annika Schleu                 | Sofia Cabrera Sophia Hernández                             |
| 2019 | Budapešť         | Mariana Arceo Mayan Oliver                         | Luca Barta Kamilla Réti                       | Jeong Min-a Kim Un-ju                                      |
| 2020 | Sia-men          |                                                    |                                               |                                                            |

## Smíšené štafety
| Rok  | Místo            | - Zlato                              | - Stříbro                         | - Bronz                             |
| ---- | ---------------- | ------------------------------------ | --------------------------------- | ----------------------------------- |
| 2013 | Kao-siung        | Élodie Clouvelová Valentin Belaud    | Elena Rublevska Deniss Cerkovskis | Iryna Khokhlova Pavlo Tymoščenko    |
| 2014 | Varšava          | Justinas Kinderis Laura Asadauskaitė | Joseph Evans Kate French          | Szymon Staskiewicz Oktawia Nowacka  |
| 2015 | Berlín           | Jan Kuf Natálie Dianová              | Anna Burjak Maxim Kustov          | Nathan Schrimsher Margaux Isaksen   |
| 2016 | Moskva           | Alexandr Lesun Donata Rimšaitė       | Han Jiahao Zhang Xiaonan          | Ilya Palazkov Anastasiya Prokopenko |
| 2017 | Káhira           | Ronja Steinborn Alexander Nobis      | Haydy Morsy Eslam Hamad           | Valentin Belaud Julie Belhamri      |
| 2018 | Ciudad de México | Rebecca Langrehr Fabian Liebig       | Michelle Gulyás Gergő Bruckmann   | Emma Riff Alexandre Henrard         |
| 2019 | Budapešť         |                                      |                                   |                                     |